# Sông Thunder (nhánh của Lạch Tapeats)
Sông Thunder là một con sông nằm hoàn toàn trong Vườn quốc gia Grand Canyon. Nó chảy theo hướng đông nam từ thượng nguồn gần North Rim của hẻm núi đến Lạch Tapeats. Con sông dài 0,8 km là một trong những con sông ngắn nhất ở Hoa Kỳ, và chảy thành thác 370m với một chuỗi thác nước liên tục, khiến nó trở thành con sông dốc nhất Hoa Kỳ. Đây cũng là một trường hợp hiếm hoi mà một dòng sông là một nhánh của một con lạch.

## Lịch sử
Trong khi Lạch Tapeats được đặt tên theo Cuộc thám hiểm Powell thứ hai vào mùa đông năm 1871-1872, đoàn thám hiểm không phát hiện ra sông Thunder; Việc phát hiện ra dòng sông bởi người Mỹ gốc Âu không xảy ra cho đến năm 1904. Dòng sông có thể tiếp cận bởi đường mòn sông Thunder từ North Rim, chỉ có thể tiếp cận từ giữa tháng 5 đến cuối tháng 10. Các phần trên của đường mòn ban đầu được xây dựng vào năm 1876 khi những tin đồn về vàng sa khoáng khiến các nhà đầu cơ tìm mọi cách vào khu vực này. Công việc tiếp tục được thực hiện bắt đầu vào năm 1925 do Cục Kiểm lâm Hoa Kỳ và tiếp tục do Cục Công viên Quốc gia Hoa Kỳ với các phần cuối cùng để Lạch Tapeats hoàn thành vào năm 1939.

## Môi trường
Các cây phổ biến gần mạch nước bao gồm rừng cây bông Fremont và sumac trắng. Dọc theo dòng sông là những cây liễu, cây thông, những cây bụi khác, crimson monkeyflower, maidenhair fern và riparian khác. Động vật không xương sống dưới nước phổ biến được tìm thấy trong lạch bao gồm Bộ Cánh úp và Bộ Cánh lông.